# Arroio Guaçu
O Arroio Guaçu é um rio brasileiro que banha o estado do Paraná. Possui 120 km de extensão, nasce no município de Toledo entre o distrito de São Luiz do Oeste e a localidade de Ouro Preto e deságua no Rio Paraná, próximo a Vila Arroio Guaçu, no Município de Mercedes.